# Наумов, Иван Михайлович
Иван Михайлович Наумов (ок. 1794 — 1879) — протоиерей Русской православной церкви.
Сын диакона Калужской епархии. В 1815 году, первым по списку, окончил Санкт-Петербургскую духовную семинарию, в 1817 году — Санкт-Петербургскую духовную академию. 
Уже в 1819 году стал профессором Петербургской академии и её библиотекарем. С 1824 года был священником и законоучителем Екатерининского женского института; с 1841 года — протоиерей придворных соборов Зимнего дворца.
В молодости был не чужд мистического направления. Свой особый метод преподавания Закона Божия объяснил в брошюре: «Мысли при взгляде на связь заповедей Закона Божия» (СПб.: тип. И. Паульсона, 1863. — 16 с.). Позже напечатал «Душеспасительное христианское размышление» (в трёх статьях: Пещерники; Всеобъемлемость символа веры; Мысли при взгляде на связь десяти заповедей Закона Божия. — СПб.: тип. Р. Голике, 1878. — 48 с.).  
Умер 5 (17) марта 1879 года. Похоронен на Никольском кладбище Александро-Невской лавры. По словам современника, он был «муж крепкий в мышлении, твёрдый в вере, честный в убеждениях, любитель правды, верный слуга престолу Божию, царю и нуждам ближних».